# Gondibert
Le Discours sur Gondibert, un poème héroïque, ou plus simplement Gondibert, est un poème épique réalisé par l'auteur anglais William D'Avenant en 1650 au cours de son emprisonnement à la tour de Londres. Publiée une première fois dans une version incomplète, l'œuvre connut une nouvelle édition définitive en 1651 : cette dernière incluait une préface de l'auteur, intitulée Preface to his most honour'd friend Mr. Hobs et adressée à Thomas Hobbes (à qui le livre est dédicacé), ainsi que la réponse de ce dernier, The Answer of Mr.Hobbes to Sr Will. D'Avenant's Preface before Gondibert. Une seconde édition complète, en 1653, contenait par ailleurs un recueil de quelques poèmes rédigés par « plusieurs des amis de l'auteur » (Certain Verses, written by severall of the author's friends).

## Résumé
Gondibert relate l'histoire d'un duc lombard, Gondibert, qui vit pendant le haut Moyen Âge. L'intrigue centrale porte sur les amours de Gondibert et de la belle et innocente Birtha. Gondibert aime passionnément Birtha, et ne peut donc aimer la princesse Rhodalinde, fille du roi, éprise de lui, alors même qu'il pourrait accéder au pouvoir à Vérone s'il l'épousait. Rhodalinde, de son côté, est aimée par Oswald, mais n'en est pas amoureuse. Ces différents conflits entre le désir et le devoir donnent lieu à des réflexions philosophiques sur la nature de l'amour, le devoir et la loyauté. L'histoire reste inachevée.

## Contexte
Gondibert s'inscrit dans le cadre de la littérature de la Restauration anglaise et dans la quête d'une épopée nationale propre à l'Angleterre, qui faisait encore défaut à l'époque. William D'Avenant, avant Richard Blackmore ou John Milton, fut véritablement le premier poète de la Restauration anglaise à s’attaquer au genre de l’épopée. Gondibert, qui atteint effectivement des dimensions épiques, fut très apprécié par Thomas Hobbes.

## Critiques
L’œuvre se présentait cependant sous la forme d’une ballade, et tant les autres poètes que les critiques furent prompts à condamner ce choix, le jugeant trivial et peu approprié à l’héroïsme. Les préfaces écrites pour Gondibert trahissent les difficultés et les incertitudes rencontrées dans la quête d’une structure épique formelle, et donnent des indications précieuses sur la manière dont les écrivains du début de la période se définissaient par rapport à la littérature classique.